# Voo Lauda Air 004
O Voo Lauda Air 004 foi uma rota internacional de passageiros de um Boeing 767-300ER que caiu em 26 de maio de 1991 devido ao acionamento não comandado do reversor de empuxo do motor número 1 em pleno voo, fazendo com que a aeronave entrasse em um mergulho descontrolado, matando todos os 213 passageiros e os 10 tripulantes a bordo. Até hoje, continua sendo o acidente de aviação mais mortífero envolvendo um Boeing 767 na Tailândia e o pior desastre aéreo na história do país do sudeste asiático. O acidente também marcou o primeiro desastre fatal deste tipo de aeronave e a terceira perda do casco.
A Lauda Air foi fundada e administrada pelo ex-campeão mundial de Fórmula 1, Niki Lauda, e esteve envolvido pessoalmente na investigação do desastre aéreo.

## Aeronave
A aeronave envolvida era um Boeing 767-300ER equipado com motores Pratt & Whitney PW4060 que voou pela primeira vez em 26 de setembro de 1989 e entregue novo à Lauda Air em 16 de outubro do mesmo ano O aparelho foi registrado OE-LAV, recebeu o apelido de "Mozart" e foi o 283º Boeing 767 construído. Até o momento do acidente, o segundo motor estava na fuselagem desde a montagem da aeronave (7 444 horas e 1 133 ciclos), enquanto o primeiro motor (com o reversor de empuxo defeituoso) estava na aeronave desde 3 de outubro de 1990 e tinha acumulado 2.904 horas e 456 ciclos.

## Acidente
Na época do acidente, a Lauda Air operava três voos semanais entre Bangkok e Viena. Em 26 de Maio de 1991, às 23h02 (hora local), o voo NG004 (proveniente do Aeroporto de Kai Tak, em Hong Kong), um Boeing 767-3Z9ER OE-LAV "Mozart", decolou do Aeroporto Internacional de Don Mueang em direção ao Aeroporto Internacional de Viena com 213 passageiros e 10 tripulantes, sob o comando do capitão Thomas J. Welch, dos Estados Unidos, e primeiro oficial Josef Thurner, da Áustria.
Às 23h08, Welch e Thurner receberam um aviso visual indicando que uma possível falha do sistema faria com que o reversor de empuxo no motor número um fosse acionado em voo. Tendo consultado o manual de referência rápida da aeronave, eles determinaram que era "apenas uma coisa de aconselhamento" e não tomaram nenhuma atitude.
Às 23h17, o reversor no motor esquerdo se abriu enquanto o avião estava sobrevoava uma área de selva montanhosa na fronteira entre Suphanburi e províncias de Uthai Thani, Tailândia. As últimas palavras registradas de Thurner foram: "Oh, o reverso está acionando". Logo em seguida, a caixa preta gravou um som de trepidação e batidas metálicas. A sustentação no lado esquerdo da aeronave foi afetada devido a abertura do reverso e a aeronave entrou em uma curva brusca com mergulho à esquerda. O gravador de voz da cabine registrou pela segunda vez ruídos metálicos, seguidos por vários alarmes e pelas últimas palavras do comandante Welch. O estresse extremo do mergulho fez com que seções do leme e do estabilizador horizontal direito falhassem e se quebrassem enquanto a tripulação tentava interromper a descida; As superfícies de controle não foram projetadas para suportar tais cargas enormes. Isso foi seguido pela separação completa do estabilizador horizontal direito e, momentos depois, a seção traseira da fuselagem quebrou, levando o resto da cauda com ela. A perda da cauda tornou o mergulho ainda mais severo, e a aeronave entrou em inclinação vertical para baixo, O jato atingiu uma velocidade de Mach 0,99 e pode ter quebrado a barreira do som, partindo-se no ar a 1 200 metros. A maioria dos destroços ficou espalhada sobre uma área de floresta remota com cerca de 1 km² em tamanho e com uma elevação de 600 metros acima do nível do mar, onde atualmente é o Phu Toei National Park em Suphanburi. O local do acidente fica a aproximadamente seis quilômetros a nordeste de Phu Toey, Huay Kamin (em tailandês: ห้วย ขมิ้น), distrito de Dan Chang, cerca de 160 quilômetros a noroeste de Bangkok, perto da fronteira entre Mianmar e a Tailândia.
Nenhum dos 223 passageiros e tripulantes do avião sobreviveu. Os socorristas encontraram o corpo do capitão Welch ainda no assento do piloto. 

## Resgate
Após o acidente, saqueadores roubaram eletrônicos e joias, de modo que os parentes não puderam recuperar seus pertences pessoais. Os corpos foram levados para um hospital em Bangkok. O armazenamento não era refrigerado e os corpos estavam se decompondo. Peritos dentários e forenses trabalharam para identificar os corpos, mas 27 nunca foram identificados. Circulou a especulação de que uma bomba pode ter destruído a aeronave. O Philadelphia Inquirer, citando serviços de notícias que não identificou, afirmou que "a busca por um motivo é difícil porque a Áustria politicamente neutra geralmente se manteve fora da maioria dos conflitos internacionais - como a Guerra do Golfo Pérsico - que tornaram as companhias aéreas de outros países os alvos de ataques terroristas".

## Investigação

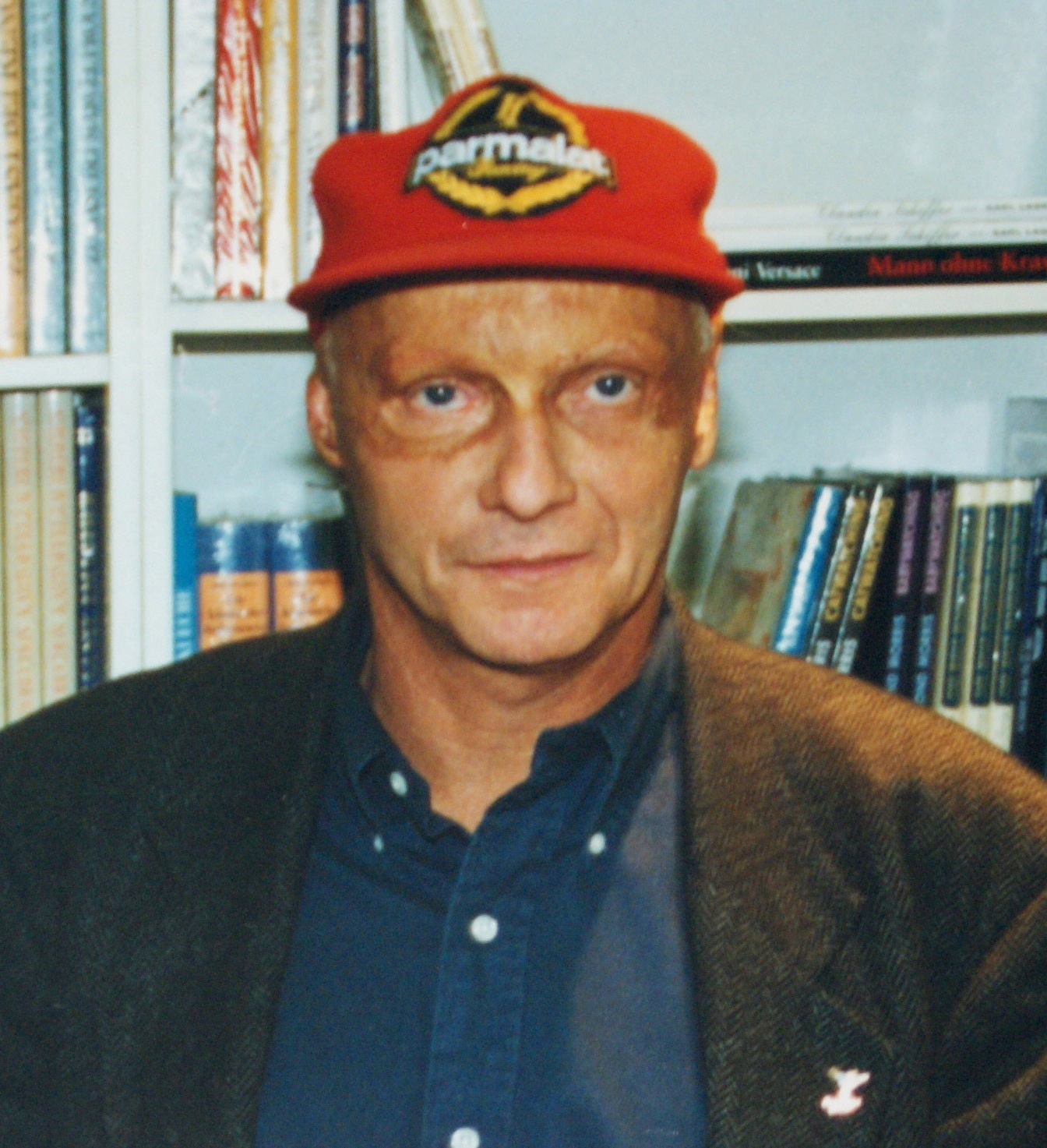
Niki Lauda viajou à Tailândia para ajudar na investigação

O gravador de dados de voo foi completamente destruído, então apenas o gravador de voz da cabine era útil. Pradit Hoprasatsuk, chefe da Divisão de Segurança Aérea do Departamento de Aviação da Tailândia, afirmou: "a tentativa de determinar por que o reversor foi acionado foi prejudicada pela perda do gravador de dados de voo, que foi destruído no acidente". Ao saber do acidente, Niki Lauda viajou para a Tailândia. Ele examinou os destroços e estimou que o maior fragmento tinha cerca de cinco metros (16 pés) por dois metros (6,6 pés), o que era cerca de metade do tamanho da maior peça no atentado de Lockerbie. Na Tailândia, Lauda compareceu a um funeral para 23 passageiros não identificados e depois viajou para Seattle para se encontrar com representantes da Boeing. A investigação oficial, liderada pelo Comitê de Investigação de Acidentes de Aeronaves da Tailândia, durou cerca de oito meses e foi divulgada com a "causa provável":

O Comitê de Investigação de Acidentes Aéreos do Governo da Tailândia determina que a causa provável deste acidente é [um] acionamento não comandado em voo do reversor de empuxo do motor esquerdo, o que resultou na perda de controle da trajetória de voo. A causa específica do acionamento do reversor de empuxo não foi identificada.
Diferentes possibilidades foram investigadas, incluindo um curto-circuito no sistema. Devido em parte à destruição de grande parte da fiação, nenhuma razão definitiva para a ativação do reversor foi encontrada. Quando as evidências começaram a apontar para os reversores de empuxo como a causa do acidente, Lauda fez voos de simulador no Aeroporto de Gatwick que pareciam mostrar que a implantação de um reversor de empuxo era um incidente com sobrevivência. Lauda disse que o reversor não pode ser a única causa do acidente. No entanto, o relatório do acidente afirma que os "simuladores de treinamento da tripulação de voo produziram resultados errôneos": e afirmou que a recuperação da perda de sustentação do lançamento do reversor "era incontrolável para uma tripulação de voo inesperada".
O acidente levou a Boeing a modificar o sistema de reversor para evitar ocorrências semelhantes, adicionando bloqueios de sincronização, que evitam que os reversores de empuxo sejam acionados quando o ângulo de inclinação do trem de pouso principal não está na posição em solo. O jornalista de aviação Macarthur Job disse que "se o Boeing 767 fosse de uma versão anterior do tipo, equipado com motores controlados mecanicamente em vez de eletronicamente, o acidente não poderia ter acontecido".

### A visita de Lauda à Boeing
O dono da companhia aérea afirmou: "o que realmente me irritou foi a reação da Boeing uma vez que a causa foi esclarecida. A Boeing não quis dizer nada." Lauda pediu à Boeing para recriar o cenário do voo em um simulador que usava dados diferentes em comparação com o que Lauda havia testado no aeroporto de Gatwick. A Boeing inicialmente recusou, mas Lauda insistiu, então a Boeing autorizou. Lauda tentou o voo no simulador 15 vezes e em todas as vezes não conseguiu se recuperar. Ele pediu à Boeing que emitisse uma declaração, mas o departamento jurídico disse que ela não poderia ser emitida porque levaria três meses para ajustar o texto. Lauda pediu uma entrevista coletiva no dia seguinte e disse à Boeing que, se fosse possível se recuperar, ele estaria disposto a voar em um 767 com dois pilotos e fazer o reversor ser lançado no ar. A Boeing disse a Lauda que não era possível, então ele pediu à Boeing que emitisse um comunicado dizendo que não haveria sobrevivência, e a Boeing o emitiu. Lauda então acrescentou, "esta foi a primeira vez em oito meses que ficou claro que o fabricante [Boeing] era o culpado e não o operador do avião [ou a Pratt & Whitney]".

### Testes anteriores dos reversores de empuxo
Quando a Administração Federal de Aviação dos Estados Unidos (FAA) pediu à Boeing para testar a ativação do reversor de empuxo em voo, a FAA permitiu que a Boeing planejasse os testes. A Boeing insistiu que uma implantação não era possível durante o voo. Em 1982, a Boeing conduziu um teste em que a aeronave voou a 10 000 pés, depois desacelerou para 250 nós, e os pilotos de teste acionaram o reversor de empuxo. O controle da aeronave não foi prejudicado. A FAA aceitou os resultados do teste.
A aeronave estava viajando em alta velocidade (400 nós) e a quase 30 000 pés quando o reversor de empuxo esquerdo foi acionado, fazendo com que os pilotos perdessem o controle da aeronave. James R. Chiles, autor de Inviting Disaster, disse: "a questão aqui não é que um teste completo teria dito aos pilotos Thomas J. Welch e Josef Thumer [sic] o que fazer. Um reversor de empuxo implantado em voo pode não ter tinha sobrevivido, de qualquer maneira. Mas um teste completo teria informado a FAA e a Boeing que reversores de empuxo desdobrando no ar era uma ocorrência tão perigosa que a Boeing precisou instalar uma fechadura positiva que evitasse tal evento. " Como resultado de suas descobertas durante a investigação do voo 004 da Lauda, recursos adicionais de segurança, como bloqueios mecânicos positivos foram obrigados a evitar a implantação do reversor de empuxo em voo.

## Vítimas
Os passageiros e a tripulação incluíram 83 austríacos (74 passageiros e nove membros da tripulação), e 52 residentes de Hong Kong estavam a bordo da aeronave. Outras nacionalidades incluíram tailandeses (39), italianos (10), suíços (7), chineses (6), alemães 4), portugueses (3), taiwaneses (3), iugoslavos (3), húngaros (2), filipinos (2), britânicos (2), norte-americanos (2), australianos (1), brasileiros (1) e turcos (1). Além disso, um estadunidense era o piloto da aeronave.
Josef Thurner, o co-piloto, certa vez voou como co-piloto com Niki Lauda em um Boeing 767 da companhia aérea em serviço para Bangkok, um voo que foi assunto de um artigo da Reader's Digest em janeiro de 1990 que retratava a companhia aérea de forma positiva. Macarthur Job afirmou que Thurner era o mais conhecido dos membros da tripulação. Thomas J. Welch, o capitão, morava em Viena, mas era originário de Seattle, Washington.
Dos passageiros, 125 embarcaram em Hong Kong, enquanto o resto embarcou em Bangkok. Dos passageiros que embarcaram em Bangkok, havia 38 tailandeses, 34 austríacos, sete suíços, quatro alemães, dois iugoslavos, um australiano, um britânico e um húngaro. Dos passageiros que embarcaram em Hong Kong, a maioria era austríaca ou chinesa.
Dos passageiros, 10 eram do Tirol do Sul, na Itália. Seis deles eram estudantes da Faculdade de Economia da Universidade de Innsbruck e eram originários de Val Gardena (Gröden), Kiens (Chienes), Klausen (Chiusa), Mals (Malles Venosta) e Olang (Valdaora). Os outros quatro eram de Bolzano (Bozen), incluindo dois oficiais públicos, um músico e sua filha. O músico estava viajando com sua esposa chinesa.
| Nacionalidade  | Passageiros | Tripulação | Total |
| -------------- | ----------- | ---------- | ----- |
| Áustria        | 74          | 9          | 83    |
| Hong Kong      | 52          | -          | 52    |
| Tailândia      | 39          | -          | 39    |
| Itália         | 10          | -          | 10    |
| Suíça          | 7           | -          | 7     |
| China          | 6           | -          | 6     |
| Alemanha       | 4           | -          | 4     |
| Portugal       | 3           | -          | 3     |
| Taiwan         | 3           | -          | 3     |
| Iugoslávia     | 3           | -          | 3     |
| Estados Unidos | 2           | 1          | 3     |
| Hungria        | 2           | -          | 2     |
| Filipinas      | 2           | -          | 2     |
| Reino Unido    | 2           | -          | 2     |
| Austrália      | 1           | -          | 1     |
| Brasil         | 1           | -          | 1     |
| Polónia        | 1           | -          | 1     |
| Turquia        | 1           | -          | 1     |
| Total          | 213         | 10         | 223   |

### Vítimas notáveis
- Donald McIntosh, de 43 anos, diretor do Fundo das Nações Unidas para o Controle do Abuso de Drogas (UNFDAC).[37] A morte fez que os jornais austríacos publicassem a especulação inicial que indica que bombardearam o avião para matá-lo;[38] Um porta-voz da ONU disse que não estava em uma missão secreta e não poderia ter sido alvo de um assassinato.[38]
- Pairat Decharin, o governador da província de Chiang Mai, e sua esposa.[42]
- Charles S. Ahlgren, ex-cônsul geral dos EUA em Chiang Mai, disse: "Esse acidente não só tirou a vida como a de muitos líderes de Chiang Mai, mas feriu muitas atividades de desenvolvimento e planejamento na cidade.[43]
- Clemens August Andreae, professor austríaco de economia,[44] estava liderando um grupo de estudantes da Universidade de Innsbruck em uma turnê pelo Extremo Oriente.[37][45]
- Mon Sinuan Na Chiangmai (หม่อม ศรีนวล ณ เชียงใหม่), consorte de Chao Ratchabut (Wongtawan Na Chiang Mai), o Príncipe de Chiang Mai.
- Winit Winitchaiyaphak (วินิจ วินิจฉัย ภาค), vice-secretário particular principal.
- Chao Phongkaeo Na Lamphun (เจ้า พงศ์ แก้ว ณ ลำพูน), filha de Chao Ratchabut
- Josef Thurner, o copiloto, voou ao lado de Niki Lauda em um voo da Lauda Air com destino a Bangkok, operado por um Boeing 737. Esse voo foi tema de um artigo da revista Reader's Digest, publicado em janeiro de 1990, que descreveu a companhia aérea de forma positiva. Segundo Macarthur Job, Thurner tornou-se, por isso, o mais conhecido entre os membros da tripulação. Thomas J. Welch, comandante da aeronave, residia em Viena, embora fosse natural de Seattle, Washington.

## Consequências
Cerca de um quarto da capacidade de carga da companhia aérea foi destruída como resultado do acidente. Após a queda do OE-LAV, a companhia aérea não realizou voos para Sydney, nos dias 1, 6 e 7 de junho. Os voos foram retomados no dia 13 do mesmo mês. Niki Lauda disse que o acidente em 1991 e o período seguinte foi o pior momento da sua vida, ainda pior do que a recuperação das lesões após se acidentar no Grande Prémio da Alemanha de 1976. Após o acidente, as reservas de Hong Kong diminuíram 20%, mas passageiros adicionais de Viena começaram a reservar voos, portanto, não houve mudanças significativas nas reservas em geral.
No início de agosto de 1991, a Boeing emitiu um alerta para as companhias aéreas informando que mais de 1 600 modelos atrasados dos 737s, 747s, 757s e 767s tinham sistemas de reversor de empuxo semelhantes aos do OE-LAV. Dois meses depois, os clientes foram solicitados a substituir válvulas potencialmente defeituosas nos sistemas de reversor de empuxo que poderiam fazer com que os reversores fossem acionados em voo.
No local do acidente, que é acessível aos visitantes do parque nacional, um santuário foi erguido posteriormente para homenagear as vítimas. Outro memorial e cemitério está localizado em Wat Sa Kaeo Srisanpetch, a cerca de 90 quilômetros (56 milhas; 49 milhas náuticas) de distância, no distrito de Mueang Suphan Buri.

## Documentário
Um episódio da série Mayday reconstituiu este desastre aéreo. O episódio é intitulado "Tragédia No Ar (Niki Lauda)".